# 第1防空師団 (国家人民軍)
第1防空師団（ドイツ語: 1. Luftverteidigungsdivision, 1. LVD）は、国家人民軍航空軍（東ドイツ空軍）が有した主要な編成の1つ。航空軍及び防空軍司令部直属の部隊として運用された。

## 任務
第1防空師団の任務は、「ドイツ民主共和国南部領空の防衛」(Sicherung des südlichen Luftraums der DDR)と定められていた。

## 歴史
1952年8月13日、航空人民警察司令官による16/52号命令と18/52号命令に基づき、航空技術や空軍組織の運用に関する専門知識・ノウハウの維持を目的とした最初の航空部隊が設置される。これは航空隊(Aeroklub)と呼称され、兵営人民警察に属するものとされた。
1956年7月1日、これら航空部隊を統括する主要な編成として第1航空師団(1. Fliegerdivision)が設置される。その後、第1戦闘機師団(1. Jagdfliegerdivision)なる名称を経て1961年12月に第1防空師団(1. Luftverteidigungsdivision)と改名されたのである。
師団司令部と参謀部は共にコトブス飛行場内に設置されていた。この師団司令部は兵営人民警察コトブス支部(KVP-Dienststelle Cottbus)の組織を引き継いだものだった。またコトブスから離れたコルクヴィッツ(Kolkwitz)の掩蔽壕内にも、有事における司令部代替施設として第31師団指揮所(Divisions-Gefechtsstand 31, GS-31)が設置されていた。
1990年、共和国の崩壊を経て国家人民軍の解散が決定する。その中で第1防空師団も解隊した。

### 歴代師団長
| 氏名・階級                                  | 任期            | 備考             |
| ------------------------------------------- | --------------- | ---------------- |
| パウル・ヴィルペルト上級委員(Paul Wilpert)  | 1950年 - 1952年 | 航空人民警察時代 |
| レアンダー・ラッツ中佐(Leander Ratz)        | 1953年 – 1958年 | 航空軍航空隊時代 |
| ギュンター・シュミット中佐(Günther Schmidt) | 1958年 – 1959年 | 航空軍時代       |
| クルト・ラップマン少佐(Kurt Rappmann)       | 1960年 – 1965年 |                  |
| ギュンター・シュミット大佐                  | 1965年 – 1976年 | 1968年以降は少将 |
| ヘルベルト・ボーネ大佐(Herbert Bohne)       | 1976年 – 1982年 | 1978年以降は少将 |
| アロイス・ツィリーズ大佐(Aloiis Zieries)    | 1983年 – 1988年 | 1986年以降は少将 |
| ゲアハルト・ライシェル大佐                  | 1988年 – 1990年 | 1989年以降は少将 |

## 編制
第1防空師団は下級編成として次のような部隊および部局を含んだ。
- 第31師団指揮所(GS-31) - コルクヴィッツ
- 第1戦闘航空団「フリッツ・シュメンケル」(Jagdfliegergeschwader 1, JG-1) - コトブス（ - 1982年）、ホルツドルフ
- 第3戦闘航空団「ウラジーミル・コマロフ」（ドイツ語版）(JG-3) - プレシェン
- 第7戦闘航空団「ヴィルヘルム・ピーク」（ドイツ語版）(JG-7) - ドレヴィッツ（1989年解散）
- 第8戦闘航空団「ヘルマン・マテルン」（ドイツ語版）(JG-8) - プレシェン（ - 1960年）、マルクスヴァルデ（ドイツ語版）
- 第41高射ロケット旅団「ヘルマン・ドゥンカー」(41. Fla-Raketenbrigade „Hermann Dunker“,  41. FRBr) - ラーデブルク(Ladeburg)
- 第51高射ロケット旅団「ヴェルナー・ランベルツ」(51. Fla-Raketenbrigade „Werner Lamberz“, 51. FRBr) - シュプレータウ(Sprötau)
- 第31高射ロケット連隊「ヤロスワフ・ドンブロフスキ」(Fla-Raketenregiment 31 „Jaroslaw Dombrowski“, FRR-31) - シュトラスグレヘン(Straßgräbchen)
- 第31通信技術大隊(Funktechnisches Bataillon 31, FuTB 31) - デーバーン(Döbern)
- 第41通信技術大隊「アルフィド・ハルナック」(Funktechnisches Bataillon 31 „Arvid Harnack“, FuTB 31) - シェーネヴァルデ (Schönewalde)
- 第51通信技術大隊「パウル・シェーファー」(Funktechnisches Bataillon 51 „Paul Schäfer“, FuTB 51) - シュプレータウ
- 第61通信技術大隊(Funktechnisches Bataillon 61, FuTB 61) - ミュンヒェベルク
- 第31評価計算および情報群(Auswerte- Rechen- und Informationsgruppe 31) - コトブス
- 第31爆撃・地上戦演習場(Bombenwurf- und Erdschießplatz 31) - イェリシュケ(Jerischke)
- 第31化学工兵装備保管庫(Chemisches Pioniergerätelager 31) - コトブス
- 第31高射ロケット機材庫(Fla-Raketentechnisches Lager 31) - リンドゥハルト(Lindhardt)
- 第31高射ミサイル工場(Fla-Raketenwerkstatt 31) - コトブス
- 第31航空機材庫(Fliegertechnisches Lager 31) - コトブス
- 第31通信測定工場(Funkmeßwerkstatt 31) - アイゼンヒュッテンシュタット
- 第31通信訓練中隊(Funktechnische Ausbildungskompanie 31) - コトブス
- 第31通信移動中隊(Funktechnische Störkompanie 31) - グロースレッシェン(Großräschen)
- 第31車両基地(Kfz-Gerätelager 31) - ヴァイスヴァッサー(Weißwasser)
- 第31車両修理工場(Kfz-Instandsetzuingswrkstadt 31) - コトブス
- 中央野戦郵便・運輸局(Kurier- und Feldpostzentrale) - コトブス
- 第31衛生物資集積所(Medizinisches Versorgungslager 31) - コトブス
- 第31弾薬集積所(Munitionslager 31) - ブロンコウ(Bronkow bei Calau)
- 第31情報・交通管制局/機材庫(Nachrichten- und Flugsicherungswerkstadt/Lager 31) - コトブス
- 第31情報大隊「アウグスト・ヴィリッヒ」(Nachrichtenbataillon 31 „August Willich“, NB-31) - コトブス
- 第31酸素生産・供給隊(Sauerstoffgewinnungs- und Versorgungseinheit 31) - プレシェン
- 第31幕僚中隊(Stabskompanie 31) - コトブス
- 第31輸送中隊(Transportkompanie 31) - コトブス
- 第31合同飛行隊(Verbindungsfliegerkette 31) - コトブス
- 第31供給倉庫(Versorgungslager 31) - ヴァイスヴァッサー
- 第31兵器作業所(Waffenwerkstatt 31) - ヴァイスヴァッサー
- 第31化学防護小隊(Zug Chemische Abwehr 31) - コトブス